# Stromateus brasiliensis
Stromateus brasiliensis is een straalvinnige vissensoort uit de familie van grootbekken (Stromateidae). De wetenschappelijke naam van de soort is voor het eerst geldig gepubliceerd in 1906 door Fowler.